# Dragon Ball Super
Dragon Ball Super (ドラゴンボール超 Doragon Bōru Sūpā?, también conocido como DBS) es un manga escrito por Akira Toriyama e ilustrado por Toyotarō. Dragon Ball Super es una medicuela de Dragon Ball Z y comenzó a serializarse en la revista mensual V Jump, de la editorial japonesa Shūeisha, desde el 20 de junio del 2015. Es publicado simultáneamente en inglés por Viz Media y por Shūeisha en su plataforma Manga Plus. Su trama describe las aventuras de Son Gokū, un guerrero saiyajin experto en artes marciales, dos años después de la derrota de Majin Boo. En su travesía la de él y sus compañeros ponen a prueba y mejoran sus habilidades de pelea, enfrentando oponentes y protegiendo a la Tierra de los seres que quieren conquistarla y exterminar a la humanidad.
El manga tiene 104 capítulos impresos recopilados en 24 volúmenes tankōbon. La serie anime se emitió en Japón desde el 5 de julio de 2015 hasta el 25 de marzo de 2018. Una película secuela, Dragon Ball Super: Broly, se estrenó el 14 de diciembre de 2018. Una segunda película, Dragon Ball Super: Super Hero, se estrenó en cines nipones el 11 de junio de 2022.

## Manga
| Lanzamiento          | Editorial     | Fecha inicio            | Fecha final | N.º de tomos |
| -------------------- | ------------- | ----------------------- | ----------- | ------------ |
| Lanzamiento original | Shūeisha      | 4 de abril de 2016      | TBA         | 24           |
| Edición en francés   | Glenat        | 5 de abril de 2017      | TBA         | 23           |
| Edición en inglés    | Viz Media     | 2 de mayo de 2017       | TBA         | 23           |
| Edición en español   | Planeta Cómic | 17 de octubre de 2017   | TBA         | 22           |
| Edición en español   | Ivrea         | 1 de diciembre de 2017  | TBA         | 23           |
| Edición en español   | Panini Manga  | 15 de noviembre de 2018 | TBA         | 22           |
| Edición en catalán   | Planeta Cómic | 17 de octubre de 2017   | TBA         | 22           |
| Edición en portugués | Panini        | 10 de agosto de 2018    | TBA         | 23           |

## Arcos argumentales
| Nombre Saga | Nombre Saga | Nombre Saga                        | Episodios Anime | Episodios Anime | Principal Villano/Antagonista   | Inicio                | Final                 |
| Nombre Saga | Nombre Saga | Nombre Saga                        | Cantidad        | Intervalo       | Principal Villano/Antagonista   | Inicio                | Final                 |
| ----------- | ----------- | ---------------------------------- | --------------- | --------------- | ------------------------------- | --------------------- | --------------------- |
|             | 1           | Saga de la Batalla de los Dioses   | 14              | 1-14            | Bills el Dios de la Destrucción | 5 de julio de 2015    | 11 de octubre de 2015 |
|             | 2           | Saga de la Resurrección de Freezer | 13              | 15-27           | Golden Freezer                  | 18 de octubre de 2015 | 17 de enero de 2016   |
|             | 3           | Saga del Torneo del Universo 6     | 19              | 28-46           | Hit el Asesino                  | 24 de enero de 2016   | 5 de junio de 2016    |
|             | 4           | Saga de Goku Black                 | 30              | 47-76           | Zamasu                          | 12 de junio de 2016   | 29 de enero de 2017   |
|             | 5           | Saga de la Supervivencia Universal | 55              | 77-131          | Jiren                           | 5 de febrero de 2017  | 25 de marzo de 2018   |

## Sinopsis
La historia del anime se inicia aproximadamente 6 meses después de la derrota de Kid Boo,cuando la Tierra se ha convertido nuevamente en un lugar pacífico, y retrocontinuando con los acontecimientos de las películas Dragon Ball Z: la batalla de los dioses y Dragon Ball Z: Fukkatsu no F, además de contar la historia posterior a estos acontecimientos.

### Saga de la Batalla de los Dioses
Título original: Saga del Dios de la Destrucción Bills (破壊神ビルス編 Hakai-shin Birusu-hen?). Con esta saga se da comienzo a la serie y se narra la búsqueda, por parte del Dios de la destrucción Bills (Beerus en idioma japonés) y su sirviente y mentor Whis, del Super Saiyajin Dios, que podría hacerle frente en una pelea, y así poder tener algo de diversión. Esto le lleva a la Tierra donde se encuentran Goku, Vegeta y el resto de los Guerreros Z viviendo en paz absoluta. Su argumento está basado en la película Dragon Ball Z: La batalla de los dioses.

### Saga de la Resurrección de Freezer
Título original: Saga de Golden Freezer (ゴールデンフリーザ編 Gōruden Furīza-hen?). La siguiente parte de la serie continúa con la resurrección de Freezer por parte de sus subordinados que viajan a la Tierra en busca de las Esferas del Dragón. Tras un entrenamiento de 4 meses de duración y una nueva transformación, viaja a la Tierra para completar su venganza contra Son Goku. Su argumento está basado en la película Dragon Ball Z: Fukkatsu no F.

### Saga del Torneo del Universo 6
Título original: Saga del Universo 6 (第6宇宙編 Dai 6 Uchū-hen?). Esta saga se desarrolla en el marco de un Torneo de Artes Marciales entre los Universos 6 y 7, organizado por los hermanos y Dioses de la Destrucción, Champa y Bills, con el único argumento de saber quién posee el universo más fuerte entre ambos.
Estos eligen, a prioridad, a los mejores luchadores de sus respectivos Universos. Por el Universo 6, Champa elige a como competidores a: Botamo, Frost, Magetta, Kyabe y Hit; por su parte, los competidores del Universo 7 elegidos por Bills son: Vegeta, Goku, Piccolo, Majin Buu y Monaka. En juego estará el destino de la Tierra y las Superesferas del Dragón, estas últimas mucho más grandes que las ya conocidas, de escala planetaria cada una de ellas.
En dicha saga, también se da a conocer al Dios Supremo de todos los Universos, Zen-oo-sama (全王 Zen’ō?), entre otros personajes menos importantes que este, dentro de la propia serie.
Después del torneo del 6° y 7° universo, Goku y los Guerreros Z vuelven a la Tierra. Monaka tiene como objetivo el llegar al Planeta Pot-au-feu, y sin saberlo lo hará junto con Goten y Trunks donde hay un agua importante protegida por un ser desconocido, donde se encuentra con el bandido más buscado de la galaxia. Goku y Vegeta, con la ayuda de Jaco, el patrullero galáctico y amigo de Tights, la hermana mayor de Bulma, llegan a dicho planeta para enfrentarse a más problemas.

### Saga de Black Goku / Trunks del futuro
Título original: Saga de Trunks del "Futuro" (“未来”トランクス編 "Mirai" Torankusu-hen?). El 9 de mayo de 2016 se dio a conocer de forma oficial en el sitio de Toei Animation la siguiente saga de la serie, la cual involucra a Trunks del Futuro.
Al comienzo de esta saga, Trunks aparece con Mai ocultos en el Futuro, que ha quedado casi destruido por un nuevo enemigo conocido como Black Goku, cuya apariencia es idéntica a la de Goku. Luego Trunks intenta regresar al pasado a pedir ayuda a Goku y sus amigos, para lograr derrotarlo, el cual apenas logra escapar con vida, el cual Goku Black intenta matarlo donde al final pierde su rastro por completo.
En dicha saga se dieron a conocer nuevos personajes, como el propio Black y Zamas, un aprendiz del actual Kaio-shin del Universo 10, Gowas.

### Saga del Torneo del Poder
Título original: Saga de Supervivencia Universal (宇宙サバイバル編 Uchū Sabaibaru-hen?). Esta saga comenzó el 5 de febrero del 2017 como la Saga del Torneo del Poder por Toei Animation. A petición de Goku, comienza el torneo del poder, un torneo de artes marciales organizado por Zen-o-sama en donde 8 de los 12 universos participarán dado que los 4 universos que no lucharán, tienen un índice de mortalidad más alto que los demás universos. (Está definida por el mismo Zen-o-sama).
Cada universo deberá formar un grupo de 10 luchadores representantes que combatirán en modalidad "Battle Royale": un combate multitudinario de todos contra todos, simultáneamente. Ante las estrictas e inesperadas normas, Son Goku sólo dispone unas horas para reclutar a los 10 miembros del Séptimo Universo.
Los participantes del Universo 7 son: Son Goku, Krilin, A-18, Son Gohan, Piccolo, A-17, Vegeta, Ten Shin Han, Muten Roshi y Freezer, dado que Majin Boo se encuentra en hibernación y no hay forma de despertarlo. Se enfrentan a peleadores muy fuertes entre ellos destacan la tropa del orgullo, y en especial Jiren quien es el rival final a vencer.

## Emisiones

### Emisión original
El 5 de julio de 2015 comenzó a emitirse el anime en Fuji TV. Akira Toriyama, creador de la serie original basado en el manga, participa en el guion y diseño de los personajes. Kimitoshi Chioka se encargó de la dirección hasta el 1 de marzo de 2016, actualmente el director de la serie es Morio Hatano; mientras que Naoko Sagawa y Atsushi Kido, junto a Osamu Nozaki se establecen como productores. El manga original de Dragon Ball Super se comenzó a publicar en el mes de junio de 2015 en la revista japonesa V Jump. Akira Toriyama ha acreditado que se utilizarán los conceptos e historias originales, incluyendo nuevos personajes como el hermano de Bills, Champa, quien también es un dios de la destrucción pero del universo 6 y su asistente Vados.
La Saga del Torneo del Poder, a partir del capítulo 77, se estrenó el 5 de febrero de 2017 y finalizó en el episodio 131, el cual fue emitido el 25 de marzo de 2018.

### Emisión en España
En España se empezó a emitir el 20 de febrero de 2017, estrenándose a nivel nacional en el canal infantil Boing, a razón de un episodio diario, de lunes a jueves, en horario de las 22:20h, hasta el 6 de abril de 2017, momento en el cual, justo antes de la Saga del Torneo del Universo 6, se hizo un parón de nuevos episodios, pasando a reemitirse exclusivamente episodios anteriores, repetidos. El 2 de octubre de 2017 se estrenaron los episodios de la Saga del Torneo del Universo 6, y el 8 de noviembre del mismo año la Saga de Goku Black. El día 5 de noviembre de 2018 comenzó a emitirse la Saga del Torneo del Poder.
Su estreno fue motivo de polémica debido a la censura, considerada excesiva e innecesaria debido a la eliminación masiva de escenas y diálogos, reduciendo así la duración de los capítulos incluso no llegando a emitir el episodio 64, aunque después de las quejas recibidas, fue emitido.
Cabe destacar que, a pesar de la censura la serie se transmite a las 22:00 es decir, en horario no infantil por lo que esta censura no tiene sentido ya que en ese horario es raro que haya niños viendo la TV.
El 3 de diciembre de 2020, Orange TV implementó el pack premium Adult Swim – Toonami, que incluyó Dragon Ball Super completa (los 131 episodios) doblada al castellano, sin los diálogos suavizados y las censuras que se vieron en Boing y en las ediciones físicas editadas por Selecta Visión.

### Emisión en Iberoamérica
El 5 de agosto de 2017, por medio de una maratón de 5 episodios, se produjo el estreno de la serie en toda Iberoamérica, incluida Brasil, a través de Cartoon Network. Luego con episodios diarios desde el capítulo 1 (5 de agosto) al 67 (7 de noviembre) con el fin de la saga de Goku Black sin contar el relleno entre las sagas (capítulo 68 al 76), remitiendo los capítulos desde el 8 de noviembre. La serie reanudó la transmisión de los restantes episodios, correspondientes a la saga de la Supervivencia Universal, el 1 de octubre de 2018 con la emisión del capítulo 68, ahora trasmitiendo nuevos episodios desde el 25 de enero hasta el 22 de febrero de 2019.
Tras el regreso de Toonami a Iberoamérica por parte de Crunchyroll se volvió a emitir la serie en dicho bloque a partir de 31 de agosto de 2020 a la medianoche.
El 23 de julio de 2021, Cartoon Network quitó abruptamente a Dragon Ball Super de todos los feeds y transmitió en su lugar a Captain Tsubasa. El 30 de agosto de ese mismo año se reveló el motivo: debiéndose a que el canal recibió una denuncia de parte del Ministerio de las Mujeres, Políticas de Género y Diversidad Sexual de la provincia de Buenos Aires. La denuncia fue redactada por Estela Díaz y enviada a la Defensoría del Público de la Nación, tratándose de una queja hacia una escena del episodio 91 que fue interpretada como "violencia simbólica" o sexual. Esto generó una gran preocupación tanto al canal como a su empresa matriz, WarnerMedia Latin America. En enero de 2022, la serie volvió a emitirse en Warner Channel, aunque omitiendo la escena que originó la polémica.

## Producción
Dieciocho años después del final de Dragon Ball GT, se puso en fase de producción Dragon Ball Super, una nueva serie de animación que continuará con las aventuras de Goku y los demás personajes de la franquicia. Según la página oficial, Toei Animation anunció lo que sería la nueva saga Dragon Ball Super, un nuevo anime de Dragon Ball que se estrenó en julio del 2015. De acuerdo a la página web, se trata de un proyecto original, una secuela de Dragon Ball Z, de manos de Akira Toriyama, autor del manga de Dragon Ball. El anime se emitió cada domingo desde el 5 de julio de 2015, a las 9 de la mañana a través del canal Fuji TV, entre otros.
Después de la última película de Dragon Ball Z: Fukkatsu no F, dirigida por Tadayoshi Yamamuro y que se estrenó el 18 de abril de 2015 en Japón. Osamu Nozaki, productor de Fuji TV, ha añadido que: «A medida que leía el guion que ya me había pasado Akira Toriyama, mis sueños con el proyecto comenzaron a expandirse. Un enemigo incluso más fuerte que Buu o Freezer puede aparecer».
El 14 de junio de 2015, fue lanzado el primer teaser, de Dragon Ball Super, en donde aparecieron personajes como el Kaio-shin del Este, Piccolo, Gohan, Mr. Satán, Vegeta, Goten, Trunks, Goku, Beerus, Whis, Champa y Vados en el cual se mostró que la serie no tendría continuidad con Dragon Ball GT.
Tadayoshi Yamamuro, director de las películas, confirmó una historia posterior a las películas, que incluye a los personajes Champa y Vados.

## Banda sonora
Norihito Sumitomo, el compositor de Battle of Gods y Resurrection 'F, vuelve en Dragon Ball Super. La banda sonora original para el anime fue lanzada en CD por Nippon Columbia el 24 de febrero de 2016. El primer tema de apertura es Cho-Zets☆Dynamic! (超絶☆ダイナミック! Chōzetsu☆Dainamikku!?, "¡Trascendencia☆Dinámica!") interpretada por Kazuya Yoshii de The Yellow Monkey; mientras que el segundo tema de apertura es Genkai Toppa x Survivor (突破限界xサバイバー Genkai Toppa x Sabaibā?, "Supera tus límites, superviviente") interpretada por Kiyoshi Hikawa. Ambas letras fueron escritas por Yukinojo Mori, quien también ha escrito numerosas canciones para la serie de Dragon Ball. El primer tema de cierre para los episodios del 1 al 12 es Hello Hello Hello (ハローハローハロー Harō Harō Harō?, "Hola, Hola, Hola") por Good Morning America. El Segundo tema de cierre, que se extiende de los episodios 13 a 25 es Starring Star (スターリングスター Sutāringu Sutā?, "Estrella protagonista") por KeyTalk. El tercer tema de cierre para los episodios 26 a 36 es Usubeni (薄紅 "Rosa claro"?) por Lacco Tower.
El cuarto tema de cierre para los episodios 37 a 49 es Forever Dreaming (フォーエバードリーミング Fōebā Dorīmingu?, "Siempre soñando") por Czecho No Republic. El quinto tema de cierre para los episodios 50 a 59 es Yoka-Yoka Dance (よかよかダンス Yoka-Yoka Dansu?, "Danza de fácil manejo") por Batten Shōjo-Tai. El sexto tema de cierre para los episodios 60 a 72 es Chǎofàn MUSIC (炒飯MUSIC Chaohan Myūjikku?, "La música del arroz frito") por Arukara. El séptimo tema de cierre para los episodios 73 a 83 es Aku no Tenshi to Seigi no Akuma (悪の天使と正義の悪魔 "Un ángel malvado y un demonio justo"?) por THE COLLECTORS. El octavo tema de cierre para los episodios 84 a 96 es Boogie Back (ブギーバック Bugī Bakku?) por Miyu Inoue. El noveno tema de cierre para los episodios 97 hasta el 108 es Haruka (遥 "Muy lejos"?) por Lacco Tower. El décimo tema de cierre para los episodios 109 hasta el 121 es 70cm Shihou no Madobe (70cm四方の窓辺 "Ventana de 70cm"?) por ROTTENGRAFFTY. El Undécimo y último tema de cierre para los episodios 122 hasta el 131 es Lagrima por OnePixcel.

### Temas de apertura
| N.º | Episodios | Intervalo    | Opening                   | Intérprete     | Año/s     |
| --- | --------- | ------------ | ------------------------- | -------------- | --------- |
| 1   | 1-76      | 76 episodios | "Chouzetsu☆Dynamic!"      | Kazuya Yoshii  | 2015-2017 |
| 2   | 77-131    | 55 episodios | "Genkai Toppa × Survivor" | Kiyoshi Hikawa | 2017-2018 |

### Temas de cierre
| N.º | Episodios | Intervalo    | Ending                            | Intérprete           | Año/s |
| --- | --------- | ------------ | --------------------------------- | -------------------- | ----- |
| 1   | 1-12      | 12 episodios | "Hello Hello Hello"               | Good Morning America | 2015  |
| 2   | 13-25     | 13 episodios | "Starring Star"                   | KEYTALK              | 2015  |
| 3   | 26-36     | 11 episodios | "Usubeni"                         | LACCO TOWER          | 2016  |
| 4   | 37-49     | 13 episodios | "Forever Dreaming"                | Czecho No republic   | 2016  |
| 5   | 50-59     | 10 episodios | "Yoka-Yoka Dance"                 | Batten Shoujo-tai    | 2016  |
| 6   | 60-72     | 13 episodios | "Chaouhan Music"                  | Arukara              | 2016  |
| 7   | 73-83     | 11 episodios | "Aku No Tenshi To Seigi No Akuma" | The Collectors       | 2017  |
| 8   | 84-96     | 13 episodios | "Boogie Back"                     | Miyu Inoue           | 2017  |
| 9   | 97-108    | 12 episodios | "Haruka"                          | LACCO TOWER          | 2017  |
| 10  | 109-121   | 13 episodios | "70cm Shihou no Madobe"           | ROTTENGRAFFTY        | 2017  |
| 11  | 122-131   | 10 episodios | "Lagrima"                         | OnePixcel            | 2018  |

## Distribución internacional
Una empresa multinacional adquirió la licencia de Dragon Ball Super para poder transmitir la serie en inglés. Al principio se creía que FUNimation, la empresa que distribuye Dragon Ball en Estados Unidos desde hace varios años, no iba a ocuparse de la serie para su doblaje al inglés. Sin embargo, se confirmó que solamente la distribuirá para Norteamérica, mientras Toonami se encargaría de distribuir la serie en el Sudeste Asiático. El bloque Toonami se encarga de emitir la serie para Estados Unidos desde su estreno el 7 de enero del 2017.
El 16 de junio de 2016 se confirmó el doblaje oficial para Francia mediante el Twitter del actor del doblaje de Vegeta en francés. Un mes después, se confirmó la producción del doblaje al inglés para Norteamérica. Igualmente para el doblaje castellano.
En Portugal, Dragon Ball Super se estrenó el 24 de septiembre de 2016, convirtiéndose en el primer país europeo en doblarlo y emitirlo, tanto como SIC al convertirse en el primer canal de televisión digital terrestre en comprar los derechos del ánime.
En Latinoamérica, se especuló que la distribución estaría a cargo de Toei Animation; sin embargo, el doblaje sería producido por la empresa Kora Internacional. Por otro lado, no se ha podido confirmar estos datos por parte de las dos empresas debido a la grabación de la serie Dragon Ball Z Kai: The Final Chapters. El actor Mario Castañeda mencionó que interpretará al dicho personaje de la serie pero, por el momento, aún no se podía confirmar. El 5 de febrero del 2017, el actor René García y el actor Mario Castañeda mencionaron, durante su visita en una convención temática en México, que ya estaban haciendo negociaciones para la nueva serie. Además, el actor Mario Castañeda confirmó que tendrá una prueba de voz de un personaje a la que llamó "Black", el cual se presume que es Goku Black. El 13 de febrero de 2017, Brenda Nava, traductora de la segunda tanda de episodios de Dragon Ball, Dragon Ball Z y Dragon Ball GT en Hispanoamérica, confirma en su cuenta que será la encargada de traducir Dragon Ball Super para Hispanoamérica. Eduardo Garza confirmó, por medio de sus redes sociales, que será el director del doblaje de la nueva entrega. La serie en Latinoamérica empezó su transmisión por Cartoon Network el 5 de agosto de 2017. La segunda parte de DBS (Saga del Torneo de la Fuerza) se empezó a transmitir a partir el 1 de octubre por Cartoon Network y se espera que termine la transmisión de estos capítulos antes del estreno de la película de Dragón Ball Súper : Broly, pero por fallas técnicas del canal se demoro la transmisión; Pero el 28 de enero de 2019 se estrenarian los nuevos episodios faltantes hasta el 22 de febrero del mismo año.
Toei Animation anunció que la serie se podrá ver por Crunchyroll, ya disponible para usuarios de Estados Unidos, Canadá, Australia, Nueva Zelanda, Latinoamérica y Sudáfrica; mientras que en Daisuki estará disponible para Estados Unidos, Canadá, Australia, Nueva Zelanda y la mayoría de países en Europa. Además, se podrá ver en AnimeLab en Australia y Nueva Zelanda.
En Italia, el manga está licenciado por Star Comics, mientras que el anime se emite en el canal Italia 1 desde el 23 de diciembre de 2016.
En España, el manga está licenciado por Planeta Cómic, mientras que el anime, licenciado por Selecta Visión, se emite en el canal infantil Boing desde el 20 de febrero de 2017.
En Nicaragua se emitió desde el 15 de octubre y culminando el 29 de noviembre del año 2018 en TN8 con los 67 episodios disponibles.
En México, el anime se emitía por el Canal 5 desde octubre de 2017 hasta mayo de 2023, cuando TV Azteca anunció que había comprado los derechos de la serie y el anime iba a ser emitido a través de Azteca 7 a partir del 1ero de ese mismo mes. El manga ha sido licenciado por Editorial Panini para su publicación a finales de 2018.
En Bolivia se emitió desde el 4 de abril del 2018, culminando el 29 de junio del mismo año en Red Uno con los 67 episodios disponibles.
En Colombia se emitió por el Canal 1 desde el 1 de febrero del 2019, culminando el 13 de septiembre de 2020.